# O Direito de Nascer (1964)
O Direito de Nascer é uma telenovela brasileira que foi produzida e exibida pelas extintas TV Tupi São Paulo e TV Rio às 21h30, entre 7 de dezembro de 1964 e 13 de agosto de 1965, tendo 160 capítulos.
Foi escrita por Thalma de Oliveira e Teixeira Filho, com direção de Lima Duarte, José Parisi e Henrique Martins. Foi a primeira das três adaptações para a televisão brasileira da radionovela homônima do escritor cubano Félix Caignet,

## Elenco
- Nathalia Timberg - Maria Helena de Juncal
- José Parisi - Dom Jorge Luís Belmonte
- Isaura Bruno - Mamãe Dolores Limonta
- Amilton Fernandes - Albertinho Limonta
- Guy Loup - Isabel Cristina
- Elísio de Albuquerque - Dom Rafael Zamora de Juncal
- Rolando Boldrin - Dom Ricardo de Monte Verde
- Maria Luiza Castelli - Conceição
- Luis Gustavo - Osvaldo
- Vininha de Moraes - Dorinha (Dora Juncal)
- Henrique Martins - Dom Alfredo Martins Villareal Martins
- Clenira Michel - Condessa Victória de Monteverde
- Adriana Marques - Rosário
- Míriam Keer - Graziela
- Vera Campos - Julinha Monteiro
- Marcos Plonka - Dom Mariano
- Léo Romano - Ramon
- Yolanda Braga - Mariana Limonta
- Jane Batista - Dona Assunção
- Genésio de Carvalho - Fabiano
- Xisto Guzzi - Dr. Ferrara
- Paulo Walter de Freitas - Dr. Antônio
- Aída Mar - Madre
- Meire Nogueira - Rufina
- Oswaldo Loureiro - Garcia